# Jerzy (Jurij) Sołłohub
Jerzy (Jurij) Sołłohub z Iwieńca (zm. w 1514 roku) herbu Prawdzic – wojewoda smoleński, namiestnik smoleńska oraz dworzanin Kazimierza Jagiellończyka.

## Życiorys
Wywodził się z litewskiego rodu bojarskiego. Jerzy był synem Andrzeja, oraz bratem Bogdana, Mikołaja i Elżbiety. Mikołaj zapisał się w historii jako obrońca Smoleńska w latach 1500–1503 oraz uczestnik bitwy pod Kleckiem w 1506 roku.
Jerzy rozpoczął swoją karierę w 1488 roku jako dworzanin Kazimierza Jagiellończyka. W 1502 roku Jerzy był jednym z poręczycieli za jeńców tatarskich schwytanych wraz z chanem Szejch Achmatem, który schronił się na Litwie. Pięć lat później król Zygmunt I został poproszony przez chana Mengli I Gereja o wydanie jednego z Tatarów przyjętych wówczas do służby Jerzego.
Posiadłości Jerzego skupiały się wokół Mińska, a od około 1495 roku był współwłaścicielem części Iwieńca. W 1500 roku Aleksander Jagiellończyk potwierdził mu zapis testamentowy po Bogdanie, obejmujący część Iwieńca oraz dobra Telaków, Hrebień, Kijewiec, Kobylicze, Kosyczochy i Powidyszki. Sołłohubowie założyli przed 1524 rokiem kościół parafialny w tej miejscowości.
W 1503 roku Jerzy objął urząd namiestnika smoleńskiego. Choć Litwa i Moskwa podpisały rozejm, walki na granicach trwały, co prowadziło do wzajemnych oskarżeń. W 1507 roku Jerzy został odwołany z urzędu, gdy spodziewano się nowej wojny z Moskwą. Po rozpoczęciu konfliktu, który trwał od 1507 do 1508 roku, Jerzy pozostawał blisko Zygmunta I, choć nie piastował żadnego wysokiego urzędu. Na arenę polityczną powrócił podczas następnej wojny litewsko-moskiewskiej. Do Smoleńska udał się najpóźniej zimą 1514, a 9 kwietnia objął urząd, składając uroczystą przysięgę utrzymania twierdzy „aż do gardła swego”. Z końcem czerwca 1514 roku armia moskiewska ponownie rozpoczęła oblężenie twierdzy. Sołłohub, oprócz regularnych ataków ze strony wroga, musiał zmierzyć się również z rosnącym niezadowoleniem zarówno wśród garnizonu, jak i ludności miasta. Niezadowolenie to było podsycane przez emisariuszy, którzy przybyli z obozu oblegających, w tym zwolenników kniazia Michała Glińskiego. W obliczu pogarszającej się sytuacji militarnej twierdzy, narażonej na ostrzał przy użyciu po raz pierwszy tak zaawansowanej artylerii przez Moskali, Sołłohub, być może tracąc nadzieję na nadejście odsieczy, lub obawiając się wybuchu buntu wśród załogi, uległ presji starszyzny smoleńskiej i zdecydował się na kapitulację. 31 lipca 1514 roku mieszkańcy miasta złożyli przysięgę wierności księciu moskiewskiemu Wasylowi III, który dzień później wkroczył do Smoleńska. Po poddaniu twierdzy Jerzy powrócił na Litwę. Według moskiewskich źródeł miał zostać stracony za zdradę w 1514 roku z rozkazu Zygmunta I. Chociaż brak dokładnych dat, egzekucja mogła mieć miejsce później, gdyż po zwycięstwie pod Orszą liczono na odzyskanie Smoleńska.
Jerzy był żonaty z księżną Ludmiłą z Świrskich, z którą miał synów Mikołaja, Wojciecha i Stanisława. W 1528 roku rodzina ta wystawiała do popisu pospolitego ruszenia łącznie 41 koni.